# 機動戦艦ナデシコの登場兵器
- 機動戦艦ナデシコ > 機動戦艦ナデシコの登場兵器
- 機動戦艦ナデシコ -The prince of darkness- > 機動戦艦ナデシコの登場兵器

機動戦艦ナデシコの登場兵器（きどうせんかんナデシコのとうじょうへいき）は、アニメ『機動戦艦ナデシコ』及び劇場版の『機動戦艦ナデシコ -The prince of darkness-』に登場する架空の兵器の一覧である。

## ネルガル重工の兵器

### ナデシコ級戦艦

#### 第1世代型ナデシコ級戦艦
ナデシコ級一番艦「ナデシコ」 NERGAL ND-001 NADESICO
全長298m、全高106.8m、全幅148m、総重量37,530トン、収容人員214名
相転移エンジン2基、核パルスエンジン4基搭載（Yユニット装備前）
民間企業であるネルガル重工が計画した、火星奪還作戦「スキャパレリプロジェクト」のために建造した戦艦の一番艦。ネルガル重工が火星で発見した相転移エンジンを搭載している。相転移エンジンはインフレーション理論で説明される真空の相転移を利用し、真空の空間をエネルギー準位の高い状態から、低い状態へ相転移させる事でエネルギーを取り出す。シリーズ後半で装備されたYユニットには、この理論を応用した相転移砲が搭載されている。この兵器は目標空間を強制的に相転移させることで、内包する物質を消滅させるものである。月周辺に集結した木連艦隊は相転移砲の一撃で大損害を受けている。作中でこの砲撃を無効化したのは火星遺跡のみであった。
また、同艦はAIである「オモイカネ （思兼）」によって管理が自動化されていて、通常の航行は艦橋の数人で対応できる。武装は、重力波を敵に叩きつけるグラビティブラスト（主砲）とミサイル多数、レーザー砲が2門、艦載機のエステバリス。艦底部には揚陸艇「ひなぎく」を搭載。メインブリッジ（船体上部）は分離可能。
乗員は班ごとに色分けされたジャケットを着用している（一部クルーは除く）。艦長・副長は白、航海班はオレンジ、戦闘班は赤、生活班は黄色、整備班は水色。
漫画版では平行世界「大和」の技術が盛り込まれ、呪術砲とよばれる武装が施されている。また、「ナデシコ」という名称はユリカがたまたま聴いていた小泉今日子の『ヤマトナデシコ七変化』からノリで取ったものということになっている（ちなみにネルガル側が用意していた当初の名称は「ムサシ」だった）。
モデルとなった艦が、米国テレビドラマ『スタートレック』の宇宙船「エンタープライズ」号である。
ナデシコ級二番艦「コスモス」 NERGAL ND-002 COSMOS
強大な火力と、補給と補修機能を持つドックを備えたナデシコ級最大の艦。ナデシコ級を丸ごと1隻収容できる大きさのため、他のナデシコ級よりかなり巨大である。艦首に多連装のグラビティブラストを装備している。
ナデシコ級三番艦「カキツバタ」 NERGAL ND-003 KAKITSUBATA
ナデシコのフィールドブレードを単胴にしたような艦形を持つ。グラビティブラストの他にフィールドブレードとほぼ一体化した大型のレールカノンを持ち、火力、機動性共に優秀。しかし、物量に押されてしまい古代火星文明の極冠遺跡上の会戦にて撃沈される。
ナデシコ級四番艦「シャクヤク」 NERGAL ND-004 SHAKUYAKU
ネルガル重工月工場で建造中だったが、木連の攻撃によって大破。装備予定だったYユニットは、ユリカの強引な決定でそのままナデシコに移設され「Yナデシコ」となったが、武器管理コンピューター「サルタヒコ」の調整に手間取り、実戦に投入されるのは遅れた。

#### 第2世代型ナデシコ級戦艦

##### ナデシコフリート戦艦級
ナデシコB　NS-955B
地球連合宇宙軍第四艦隊所属の新造試験戦艦で、ナデシコ級第2世代型宇宙戦艦である。全長300m。型式番号はNS955B。艦長はホシノ・ルリ少佐。中枢コンピュータには、ナデシコA同様オモイカネが搭載されている。
IFSをさらに推し進めた、「ワンマンオペレーションシステムプラン（一人一戦艦計画）」の実験データ収集艦となっている。オペレーターが多数乗艦してはいるが、実際にはルリとオモイカネだけで運行可能。乗員の大半は、データのバックアップなどの補助目的で搭乗している。ただ試験艦ではありながらも、ホシノ・ルリ少佐のもと幾多の事件を解決する活躍を誇っている。
相転移エンジン二基、核パルスエンジン四基を搭載しており、ナデシコA以上に高出力のディストーションフィールドを形成可能となっている。
武装はグラビティブラスト一門。これは本艦があくまでデータ収集が目的であるのと、後継艦となるナデシコC最大の能力も起因している。ただ『機動戦艦ナデシコ NADESICO THE MISSION』などのゲーム作品では、ミサイルランチャーが装備されていたりもする。
ナデシコC　NS-966C
ネルガル重工の月ドックで秘密裏に建造されていた、ナデシコ級第2世代型宇宙戦艦の最新鋭艦である。型式番号はNS966C。艦長はナデシコBに引き続き、ホシノ・ルリ少佐。スーパーコンピュータ・オモイカネも引き続き搭載。
ナデシコBとユーチャリスによって得られた実験データを基に、これらよりさらにワンマンオペレーションシステムプランの完成形へと近づいている。A級ジャンパーの存在は必要だが、単独ボソンジャンプも可能としている。
本艦最大の特徴として、最新鋭のセンサーと通信機が搭載されており、あらゆるシステムにアクセスすることができる。また、3本に増設された重力ブレードは、より強固なディストーションフィールドを発生させるだけでなく、重力波通信機能を強化する機能もある。それらにより敵システムへの侵入、制御および完全掌握を可能とする。そのハッキングデバイスの基礎技術には、CCの情報解析用のシステムが転用されている。このナデシコCにより、ホシノ・ルリ少佐は火星全域のシステム掌握という離れ技を成し遂げた。ただし、これにはオモイカネとホシノ・ルリ少佐の存在を得て初めて可能な戦法である。
武装はナデシコBと同じくグラビティ・ブラスト1門であるが、それはナデシコCではグラビティ・ブラスト自体があくまで副次的な武装でしかないためである。牽制のためにグラビティ・ブラストを発射し終えた頃には、敵システムを全て掌握しその時点で戦闘が終了するため、過剰な武装を施す必要性がなかったのである。ナデシコBがグラビティ・ブラスト1門だったのも、これを見越してのことであった。しかし、将来的には相転移エンジンの強化かYユニットのような形で相転移砲の実装も可能である。また、ナデシコB同様、後のゲーム作品ではミサイルランチャーを装備されている。

##### ナデシコフリートサポート艦級
ユーチャリス
劇場版に登場。ネルガル重工が極秘裏に建造したもう一つのナデシコで、本艦もナデシコC開発のためのデータ収集が行われた。ナデシコCのプロトタイプの意味合いをもつ。操船はラピス・ラズリ一人で、ワンマンオペレーションシステムプランをほぼ実現した艦と言える。本艦の建造には木連の技術がふんだんに盛り込まれ、艦載機はテンカワ・アキト搭乗のブラックサレナの他に、木連の使用していた無人兵器「バッタ」を多数搭載している。
武装はグラビティ・ブラスト4門。また、円形の重力ブレードにより、強固なディストーションフィールドを発生させることができる。敵システムの掌握は出来ないが、敵システムへのハッキングは可能となっている。必要時には4枚のセンサーバインダーが展開される。
「ユーチャリス」とはヒガンバナ科の球根花で、花言葉は「清らかなる心」。

#### その他
新造戦艦「ナデシコA」
ゲーム『機動戦艦ナデシコ The blank of 3years』に登場。他のナデシコ級と違いナンバリングや識別コードはなく「新造戦艦ナデシコA」という名称で登場。火星遺跡上空にてグラビティブラストを発射、地球と木連の過激派を沈静化させた。ブリッジクルーはユリカとルリとメグミの三人。

### 機動兵器
エステバリス

ブラックサレナ

## 連合宇宙軍（地球連合宇宙軍）の兵器

### 戦艦

#### リアトリス級戦艦
リアトリス
連合宇宙軍の主力戦艦リアトリス級の一番艦。二連装大口径粒子砲2基、単装大口径粒子砲1門、三連装小口径4基を装備。第一次火星会戦の旗艦で、フクベ提督が指揮を執っていた。この世代の戦艦の主武装は荷電粒子砲とレーザー砲であったため、ディストーションフィールドとグラビティブラストの前には完全に無力であった。チューリップに体当たりして爆散。
トビウメ NBS-012
連合宇宙軍第3艦隊旗艦。大小口径粒子砲4門（ディストーションフィールド相手には効果が薄いため内2門は塞がれている）、単装大口径粒子砲1門、三連装小口径6基を装備。クロッカス、パンジーが護衛していた。ミスマル・コウイチロウ提督が搭乗。
グラジオラス
リアトリス級の装備に加えバリア発生機を有する。第8話に登場。第四次月攻略戦に参加しており、チューリップを通過して地球圏へ帰還してきたナデシコに出くわす。
ジキタリス
グラジオラスと同型。第12話に登場。連合軍を敵と見たオモイカネの影響を受け、イズミのエステバリスによって撃沈されてしまった。プロスペクターはナデシコより高価な戦艦と評していた。

#### ゆうがお級戦艦
ゆうがお
リアトリス級にかわる新造艦。カラーは青とオレンジに近い赤。装備は大型ミサイルランチャー、三連装砲塔2基と、大型バリアユニット及びジェネレーターも有する。地球連合軍がネルガル重工からの技術協力を得て新造した大型戦艦。22話より登場。
ひめじょおん（ヒメジョオン）
はるじょおん（ハルジョオン）
ナデシコを包囲するために使われた。対艦ミサイルを装備。22話より登場。

### 巡洋艦
二連装中口径粒子砲、二連装高射砲2基を装備。艦隊の中核を成す。

### 駆逐艦

#### 単胴型駆逐艦
クロッカス
カラーは紺と濃い赤。三連装小口径粒子砲2基、二連装高射砲2基を装備。トビウメを護衛していたが、チューリップに吸い込まれ、過去の火星に出現、氷漬けになっていた。乗組員はボソンジャンプに耐えられず全員死亡していた。フクベ提督が搭乗、囮となって爆沈。

#### 双胴型駆逐艦
パンジー
トビウメを護衛していたが、チューリップに吸い込まれ行方不明。

### 機動兵器
デルフィニウム
連合宇宙軍の有人機動兵器で、地上から出撃した宇宙戦闘を重視とした設計になっている。地球の第3防衛ラインの守備を担当する。宇宙ステーションさくらで待機しており、戦闘時は巨大なロケットブースターを装着して出撃する。IFS採用のためナノマシン処理が必要となっている。運動性に劣るがミサイルを数多く装備しているため攻撃力は高い。劇中では、ジュンが自らにナノマシンを注入して出撃。多数の同機体を率いてナデシコと交戦した。
エステバリス以前のロボット兵器であり、パイロットスーツには幾つかのコードが機体と直結されている。

## 木連軍（木星連合突撃宇宙軍）の兵器

### チューリップ
チューリップ
ボソンジャンプ（以降、ジャンプ）を行うためのゲート（ワープ装置）で、中には常にジャンプフィールドが発生している。単独ではジャンプ能力を持たない物質でもチューリップからチューリップへのジャンプを行うことができる。ただし、生物はディストーションフィールドを展開しないと生き延びることができない。
チューリップ（chulip）という呼称は、Cellular Hangover from Unkown Labyrinthine Intelligence of Prehistorical age（先史時代の謎めいた未知の知性が残した細胞質の遺跡）の頭文字を取って名付けられた（Unkown (→Unknown) というスペルミスは原文のまま）。
劇中初期ではボソンジャンプというものそのものも知られておらず、無人機動兵器群の母艦として認識されていた。
木連側のチューリップの呼称名は「次元跳躍門」である。
小型チューリップ
チューリップと違い内部にボソンフィールドはなく、中型機用の降下ポッド。

### 無人兵器
バッタ
木連無人兵器。小型ミサイル、大型ミサイルを装備。空中戦、地上戦可能。木連でもっともポピュラーな無人兵器。
新型バッタ
木連無人兵器。小型ミサイル、大型ミサイルを装備。バッタにディストーションフィールド発生器を装備した改良型。
コバッタ
小型のバッタ。作業用。人手不足の木連艦では乗員の穴埋めとしても利用されている。
ジョロ
木連無人機動兵器。地上戦担当の機体。バッタに吊り下げられることによって飛行可能になる。
ハンショウ
オケラ
木連無人機動兵器。火星の氷原に出現。口内のドリルと腹部の高周波カッターが武器。
ゲンゴロウ
木連無人機動兵器。北極海周辺に配置された。ばら撒きミサイルを装備。
カナブン
木連無人機動兵器。飛行型。
ヤドカリ
木連無人特殊兵器。腕部先端から菌糸状の端末を伸ばし、機械のハッキングを行う。
ナナフシ
クルスク工業地帯に出現した木連の無人巨大レールガン。マイクロブラックホールで砲撃を行い、一度はナデシコを航行不能に追いやった。空中戦、地上戦可能。
多砲塔戦車
ナナフシ防衛のために配備されていた戦車。
タイガー戦車
ナナフシ防衛のために配備されていた戦車。ヤドカリによって操作される。ちなみにこの時代では「2世代前の陸戦兵器」とのこと。

### ジンシリーズ
ジンシリーズ共通の特徴として「短距離ボソンジャンプが可能」「相転移エンジンを搭載していることによる大型化」「機動力が低いためディストーションフィールドを破られると無防備」「グラビティ・ブラストを装備」「頭部は脱出ポッド」等が上げられる。
ゲキガンパンチを模してロケットパンチを装備。ゲキガンパンチは本来ゲキガンガーのみの装備だが、マジン、デンジンなども装備されている。この腕はディストーションフィールドを中和する事が出来る。特にテツジン系は手の平にミサイルが搭載されており、フィールドに取り付いて内部にミサイルを撃つ戦術を得意としている。なお、ロケットパンチの下にも別の腕があり、こちらでもフィールドを中和する事が出来る。
短距離ボソンジャンプを連続して使用するかく乱戦を得意とするが、ジャンプパターンは単調で読まれやすい。動きが重鈍であるためその見た目に反して格闘戦は苦手である。
パイロットスーツはゲキガンガーの登場人物の服装を模している。モデルとなった機体のパイロットのデザインとなっている。
劇場版では、サクヤ攻防戦で「火星の後継者」が投入したが、全滅してしまう。攻撃力は高くとも、機動性ではエステバリス、ステルンクーゲルには及ばなかった。
テツジン
木連の有人人型兵器。ゲキガンガーを模して作られている。主なパイロットは白鳥九十九。
マジン
木連の有人人型兵器。ウミガンガーを模して作られている。主なパイロットは月臣元一朗。
デンジン
木連の有人人型兵器。リクガンガーを模して作られている。所有は秋山源八郎だが、副官高杉三郎太が主に使用している。
マジン北辰専用機（マジン　ステルス仕様）
頭部が笠のような巨大なクローキングディバイスになっているマジン。市民艦からの脱走者の追撃に用いられていた。
ダイテツジン
テツジンの上位機種。
ダイマジン
マジンの上位機種。
ダイマジンV
ゲーム『機動戦艦ナデシコ The blank of 3years』に登場する新型のジンシリーズで3機のメカが合体することで完成する。しかし、合体を重視したため、結合部の強度に欠陥を抱えている。必殺武器として「マルチグラビトンブラストバスター」を装備しているが、音声入力しないと発動しない。
ダイデンジン
デンジンの上位機種として計画されたが、建造前に終戦を迎えたため計画倒れに終わっている。
デビルテツジン
ゲーム『機動戦艦ナデシコ The blank of 3years』に登場。無人制御で、テツジンの頭部に無数のバッタが寄生している。バッタの制御によるものか、エステバリスを捕獲する機敏さを見せた。
ゲキガンフレーム
ゲーム『機動戦艦ナデシコ The blank of 3years』に登場。ジンの技術･コンセプトで建造されたゲキガンガーV型巨大エステバリス。歪曲場剣ゲキガンソードを装備した唯一の機体。
ジャンボ級ジン
50m級ジンシリーズ。建造コストに見合う戦果が期待できない、その役目は従来の戦艦で代用できる、基本性能が従来のジンと変わらない等々、散々な評価を受けたペーパープラン。

### 無人戦艦
レーザー駆逐艦カトンボ
相転移エンジンを中核に、モジュール化された推進ブロックと武装ブロックを繋ぎ合せた無人艦。
武装は多収束インパクトレーザー、ミサイルランチャー、レールカノン
第1話にて主砲が宇宙軍のレーザー砲を反らした。
戦艦ヤンマ
木連の無人戦艦のクラスを指す言葉。
大型推進ブロックを中核に、カトンボ級を一回り大きくした武装ブロック2基を繋ぎ合せた双胴型の無人艦。
武装は重力波砲、レーザー砲、多収束インパクトレーザー、ミサイルランチャー、レールカノン

### 有人戦艦
ゆめみづき
全長283m。木連優人部隊戦艦。白鳥九十九が艦長を務める。ジンシリーズ用の円筒形格納庫を中心に、重力制御リング、レールカノン、エンジン、チューリップ、ブリッジを配した特徴的な形状を有する。優人とは有人ボソンジャンプに耐えられる優れた素質を持つ者という意味。後に改装され統合軍使用の艦艇となる。先頭部のブリッジは分離可能。小型チューリップは外されて代わりに機動兵器用のハンガーを増設している。上後部にエナジーパネル2枚。各種センサーも増設された。
かんなづき
木連優人部隊戦艦。秋山源八郎の指揮する艦であり、左舷後部に跳躍砲（地球連合軍での呼称ボソン砲）をもつ。跳躍砲は爆弾をボソンジャンプさせ直接送り込む装置。また、グラビティ・ブラストも装備されている。ナデシコと静かな頭脳戦を繰り広げた。
かぐらづき
木連艦隊旗艦。草壁中将搭乗、縦長の柱状で、斜め横に突き出た無人兵器用のカタパルト兼格納庫を持つ。大きさはナデシコの10倍はある。

### 市民艦
市民艦れいげつ
木連の市民が居住する都市艦。ナデシコの1000倍では済まされないほどの巨大さ。

## 連合宇宙軍（新地球連合宇宙軍）の兵器

### 新リアトリス級戦艦
相転移エンジンを搭載した改装型で連合宇宙軍、統合軍の両軍で使用された。連合宇宙軍は紺色の船体に濃い赤いライン。統合軍は明るい青い船体に黄色いラインのカラーリング。 全長：298m。武装は艦首にナデシコよりも出力の劣るグラビティ・ブラスト2門。三連装対艦砲2基6門。三連装対空砲4基12門。ディストーションフィールドを展開可能。
アマリリス
宇宙軍第三艦隊所属。艦長はアオイ･ジュン中佐。シラヒメ襲撃事件時に救助活動を行った。
ライラック
宇宙軍月方面第二艦隊所属。艦長はアララギ大佐。月へ向かう独立ナデシコ部隊のシャトル護衛艦隊に旗艦として参加した。

### 新型駆逐艦
全長142m。中型グラビティブラスト1門。三連装対空砲2門。ミサイルランチャー6基。連合宇宙軍及び統合軍の使用する駆逐艦。カラーリングはリアトリス級戦艦と同じ。パワーウェイトレシオに優れた俊足艦で形状から万年筆という愛称が付けられている。

### 機動兵器
エステバリス2

## 統合軍（地球連合統合平和維持軍）の兵器

### 地球製艦艇
新リアトリス級戦艦
地球製。連合宇宙軍で使用されているものと同様。
キルタンサス
アマテラス駐留部隊所属。アズマ准将の命令でジャンプアウトしてきたユーチャリス迎撃に向かった。
新型駆逐艦
地球製。連合宇宙軍で使用されているものと同様。
双胴型戦闘母艦
全長399m。大型グラビティブラスト2門。三連装対艦砲6門。三連装対空砲12門。機動兵器用カタパルト16基。相転移エンジン4基搭載。多数の機動兵器を搭載している。

### 木連製艦艇
ゆめみづき級木連式戦艦
全長283m。蜥蜴戦争で白鳥九十九少佐が艦長を務めた「ゆめみづき」の同型艦で、木連製の統合軍使用艦艇。機動兵器の中距離ボソンジャンプを可能にする小型チューリップや無限砲等の装備は省略され、代わりにドライ・ハンガーを増設している。機動兵器や無人兵器の投入を目的として建造されており、戦艦というよりは空母的側面が強い。武装は下部正面にレールカノン1門。
よいまちづき
アマテラス駐留部隊所属。キルサンタスと共にユーチャリス迎撃に向かった。
ゆきまちづき
統合軍第三艦隊旗艦。第十三番ターミナルコロニー「サクヤ」奪回作戦の旗艦を務めるものの、積尸気による奇襲攻撃で撃破されてしまう。
四連筒付木連式戦艦
全長295m。木連製の統合軍使用艦艇。筒状の機動兵器用ハンガーを4基搭載しており速度、機動性はゆめみづき級に劣るが機動兵器搭載数は4倍。上後部にエナジーパネル4枚。武装は下部正面にレールカノン1門。
木連式駆逐艦
全長188m。木連製の統合軍使用艦艇。武装は中型レールカノン1門。突撃艦とも呼ばれる。エンジンに大砲を付けて敵陣に突っ込ませるという単純明快な発想から生まれた俊足艦。ハエ叩きという愛称を持つ。

### 機動兵器
エステバリス2

ステルンクーゲル
劇場版に登場。木連とクリムゾングループの技術提携により開発された機動兵器で、統合軍が正式採用。全高7m。両脚部の大型重力波ユニットは、エステバリスを凌ぐ高出力と高機動を誇る。エステバリスとの違いはその操縦方法にもあり、IFSではなく、より学習機能が発達したコンピュータが基本操作を行う「Easy Operation System」であり、ナノマシン埋め込みを忌避する地球出身者には好まれている。また、重力波アンテナも有しておらず、木連無人兵器の大出力ジェネレータを改良した物を搭載している。
標準武装はハンドレールガン×1。兵士達の間では、「物干し竿」とも呼ばれている。

## 火星の後継者の兵器

### 機動兵器
夜天光（やてんこう）
「火星の後継者」の機動兵器で北辰の搭乗する機体。主に上級指揮官の搭乗する機体で、北辰の専用機というわけではない。
機体は血のように赤く染められており、主要武器は錫杖とミサイルポッド。機体の各所に搭載されたブースター（腰部に2基、後頭部から背中に向けて1基の可変バインダーノズルと両肩の回転ターレットノズルなど）で、「傀儡舞」（くぐつまい）と呼ばれる変則的な機動を行う事が出来る。単独でボソンジャンプが可能な数少ない機動兵器の一つ。
この機体はジンシリーズの小型発展機であり、中距離のボソンジャンプを回数制限はあるが使用可能である。そのため、脚部のスラスターは燃料式のものになっている。
その分、性能も高く、火星の後継者の人間でこの機体を使用するのは、北辰を始めとするごく少数の指揮官・エースパイロットのみである。
六連（むづら）
北辰六人衆が搭乗した機体。全高4m。脚部を省略した特殊形状で、機動性重視の機体。脚部の代わりにブースターノズルとランディングギアを装備。夜天光同様に、「傀儡舞」のための回転ターレットノズルも搭載。積尸気と同じく、外部ユニットを付ける事でボソンジャンプが可能。胸部には、コクピットを防御するための3基のフィールド発生器がある。これらは3基同時に稼動するのではなく、弾道にあわせてそれぞれ瞬間的に開くようになっている。基本武装は、錫杖と多連装ミサイルランチャー×2。
名前は「むづら」と読み、「昴」と呼ばれる牡牛座にある散開星団・プレアデス星団に由来。
積尸気（ししき）
「火星の後継者」の機動兵器で、夜天光の量産型。ボソンジャンプシステムを外部ユニットとし、ジンシリーズとは違い機体の小型化に成功。しかしその使用回数は、一度きりの片道切符となった。そのためジャンプによる奇襲が出来ても帰還は出来ず、敵の殲滅が前提。劇中のサクヤ攻防戦ではこの奇襲作戦が大成功し、統合軍の艦船17隻を瞬時に撃破、圧倒的不利だった戦況を逆転させた。しかし、ルリ達のシャトルにも同様の戦法が行われたが、ルリの指示でシャトルは最速突破したため、サクヤ戦での様な敵艦そばにジャンプアウトしての肉迫攻撃が出来ず、ジャンプ奇襲の甲斐無く非武装シャトル相手にふつうの追撃戦になる。そこへジャンプアウトしてきたナデシコCのグラビティブラストにより簡単に一掃された。両肩にターレットノズル、肩と胴体の間に可変ノズルを各一基もち、可変ノズルの反対側に2基ずつ計4基のハードポイントをもつ。そこに対艦ミサイル4発を装備可能。他に標準装備はハンドガン×1。
名前は「ししき」と読み、蟹座プレセペ星団の中国名に由来。ぼおっと光る鬼火をイメージしている。